# لويس فرديناند ايل الأكبر
لويس فرديناند ايل الأكبر (بالفرنسية: Louis Ferdinand Elle l'Aîné)‏ (1612 -1689) رسام صور فرنسي من عائلة رسامين وهو ابن الرسام فرديناند ايل و والد الرسام لويس فرديناند ايل الأصغر.

## معرض الصور

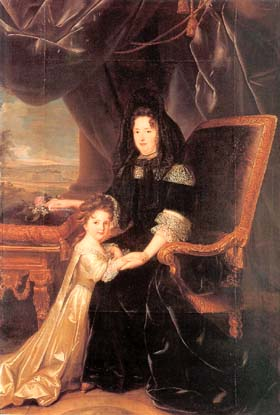
مدام دو مانتينون
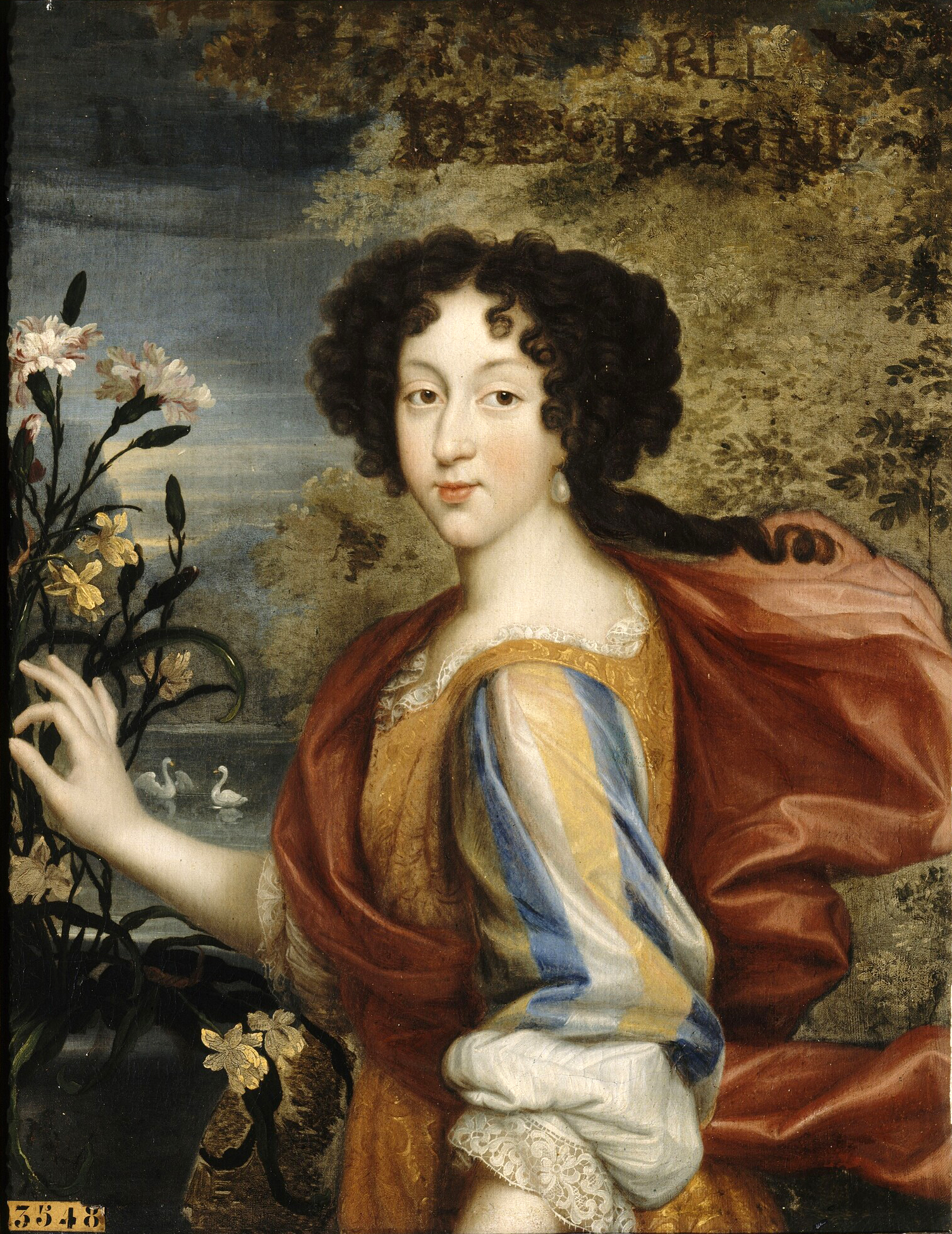
ماري لويز من أورليان
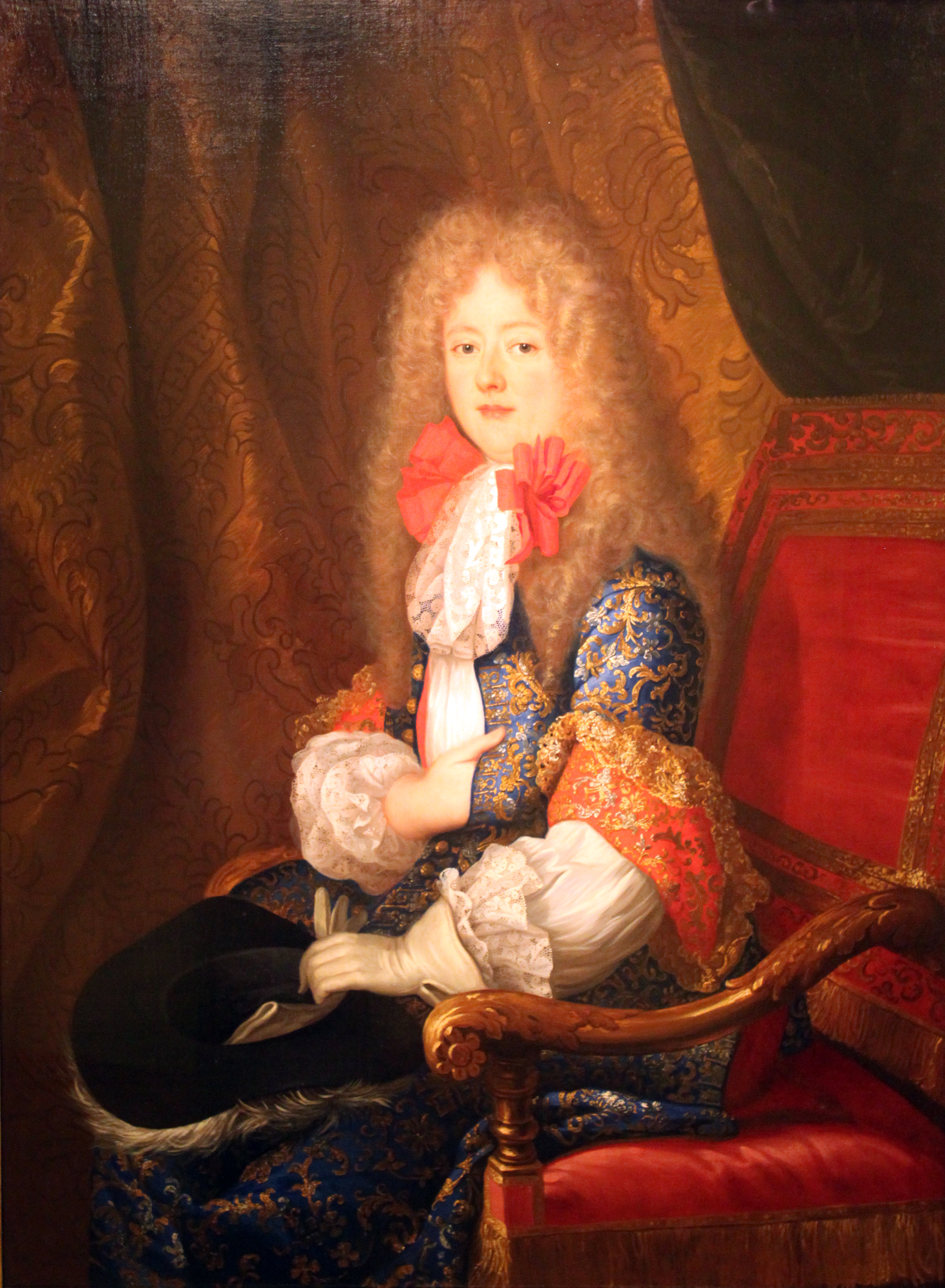
[[Elizabeth Charlotte, Princess Palatine|شارلوت إليزابيث